# Rodman McCamley Price
Rodman McCamley Price (5 de março de 1816 – 7 de junho de 1894) foi um político estadunidense do Partido Democrata que representou o Estado de Nova Jérsei no 5º congresso distrital na Câmara dos Representantes dos Estados Unidos de 1851 a 1853, e serviu como 17º Governador de Nova Jérsei de 1854 a 1857.